# Saint-Saturnin, Sarthe
Saint-Saturnin là một xã trong tỉnh Sarthe ở tây bắc nước Pháp. Xã này nằm ở khu vực có độ cao từ 43-100 mét trên mực nước biển.